# 中村素堂
中村 素堂（なかむら そどう、1901年（明治34年）5月2日-1982年（昭和57年）7月14日）は、昭和の書道家、歌人、大正大学名誉教授。　静岡県出身。本名は中村 儀雄。

## 来歴
- 1916年、書家の武田霞洞（明治の書家･西川春洞の高弟）に師事。
- 1923年、書道団体である貞香会を創立･主宰。
- 1924年、東京市立商業学校に出講、鉄道省大臣官文書課に任官。
- 1933年、説文研究会を創立。
- 1939年、全国青年学校教科書に素堂手本執筆。
- 1940年、日本芸術院展覧会審査員、泰東書道院、三楽書道会審査員。
- 1950年、大正大学･武蔵大学･東海学園女子短期大学などにて、20数年にわたり書道講師として後進を指導。
- 1964年、仏教書道社創立、書家･豊道春海の配慮もあり、『仏教書道』誌発刊。
- 仏教三大学仏教研修団副団長として、インド･タイ･ネパール･台湾などを視察。
- 1966年、シルクロード研究のため、中東地方に出張。
- 1973年、大正大学名誉教授となる。
- 1979年、毎日書道展名誉会員となる。
- 1982年、仏教伝道文化賞受賞。
  - 同年7月14日、死去（享年81）。
- 1984年1月、『中村素堂遺墨集』発刊。銀座和光にて遺墨展開催。
- 1988年、『筆間雑記』･『中村素堂随想集』発刊。
- 1995年2月、東京都文京区小石川伝通院にて記念碑建立。
- 1999年8月、北京中国美術館にて生誕100年記念展を開催。
- 2001年1月、江戸東京博物館にて「書家中村素堂の遺品展」開催。

## 書家　中村素堂
中村素堂は、西川寧、松井如流らと共に、戦後の日本書道界を復興し、リードした先駆者的存在である。
1916年（大正5年）、15歳で武田霞洞に師事した素堂は、1923年（大正12年）、貞香会を創立し、主宰として晩年まで古今の書道研究および創作活動に当たった。戦後、1946年（昭和21年）に日本書道美術院が新たに創設されると、同院監事（のちに理事）および審査員に就任。その後、日本総合書芸展（のちの毎日書道展）審査員、東方書道院審査員などを務め、日本書道界の重鎮として創作および後進の育成に当たった。1961年（昭和36年）に日本書道連盟参与、1979年（昭和54年）に毎日書道展名誉会員となる。1982年（昭和57年）、毎日書道展文化功労賞受賞。
漢字作家として特に篆書・隷書を得意とし、代表的作品「永寧」は、モスクワ国立美術館に寄贈されている。碑文なども数多いが、代表的なものを挙げると、山形県山形市の立石寺（山寺）の歌碑、東京都文京区小石川の伝通院の記念碑などである。

## 歌人　中村素堂
素堂というと書道家のイメージが強いが、歌人としても才能を発揮している。
1950年（昭和25年）、「若草」の題で宮中歌会始に選ばれ、昭和天皇の御前で「やすらかに土よりもゆる若草をふめはしたしもひのぬくみあり」の歌を披露。その後も清水乙女主宰のたかむら短歌会で短歌の腕を磨く。
1961年（昭和36年）に歌集「ふぢばかま」を刊行。昭和の秀歌を集めた「昭和万葉集」にも、素堂の歌が四首収められている。

## 研究者・教育者　中村素堂
素堂は、病弱だった少年時代から神仏に帰依し、生涯を通じて仏教への信仰が非常に厚かった。素堂の旺盛な研究・創作意欲の源となったのは、仏に対する強い信仰心である。
書の視点から仏教の世界を探求した素堂は、新文人主義仏教書道を提唱。大正大学で教鞭をとり、仏教界に多くの弟子を輩出した。1960年代にはシルクロードを視察し、石窟寺院などの遺跡調査から仏教伝播の研究を行っている。中国の古典にも明るく、古今の書の研究資料収集家としても知られている。
また一方で、武蔵大学、東海学園女子短大、武蔵高校、淑徳学園高校などで書道を教え、中学・高校の書道教師育成にも尽力した。
1982年（昭和57年）、仏教伝道文化賞受賞。学術資料としても貴重な素堂の遺品は、江戸東京博物館に所蔵されている。